# افسانه دونگ‌یی
افسانه دونگ‌یی با نام اصلی دونگ‌یی (به کره‌ای: 동이) یک مجموعه تلویزیونی درام-تاریخی محصول سال ۲۰۱۰ کره جنوبی است که به روایت داستانی عاشقانه بین پادشاه سوک‌جونگ و چوی سوک‌بین می‌پردازد. این مجموعه از ۲۲ مارس تا ۱۲ اکتبر ۲۰۱۰ ساخته و در ۶۰ قسمت از تلویزیون ام‌بی‌سی (MBC) کره پخش شد.
سریال دونگ‌یی در سراسر آسیا پرفروش بود و رتبه بالایی را برای یک مجموعه‌ کره‌ای در شبکه ژاپنی ان‌اچ‌کی به دست آورد. همچنین در رتبه‌بندی بازدید برنامه‌های تلویزیونی کره جایگاه خوبی را به ثبت رسانده است.
هان‌ هیو جو بازیگر نقش اصلی سریال هم موفق به دریافت جایزه بازیگری سال در جشنواره جوایز ام‌بی‌سی کرد.

## خلاصه داستان
این مجموعه تلویزیونی به زمان سلطنت پادشاه سوک‌جونگ از پادشاهان چوسان جدید می‌پردازد. شخصیت اصلی مجموعه دختر جوانی‌ست به نام دونگ‌یی که پدر و برادرش به جرم حمایت از برده‌ها و تشکیل یک حزب کمک‌رسانی به آنها، محکوم به مرگ می‌شوند. دونگ‌یی تنها وارد پایتخت می‌شود و همچنان مورد تعقیب سربازان دولت است. او بعدها وارد دفترخانه موسیقی قصر شده و در آنجا از خود استعدادهایی بروز می‌دهد که باعث می‌شود او را بانوی بازرس کنند. در ادامه، او اعتماد شاه را جلب کرده و همسر او می‌شود و به دلیل کمک‌هایش به بردگان در میان مردم به فردی محبوب تبدیل می‌گردد.

## بازیگران
| نام           | نقش              |
| ------------- | ---------------- |
| هان هیو-جو    | چوی دونگ‌یی       |
| کیم یو-جونگ   | کودکی چوی دونگ‌یی |
| جی جین-هی     | پادشاه سوک‌جونگ   |
| لی سو-یئون    | جانگ اوک‌جونگ     |
| بائه سو-بین   | چا چون سو        |
| پارک ها-سان   | ملکه اینهیئون    |
| جونگ جین-یونگ | سئو یونگ جی      |

| نام            | نقش                                               |
| -------------- | ------------------------------------------------- |
| جانگ دونگ-هوان | اوه تائه‌ سوک                                      |
| لی کای-این     | اوه تائه‌ پونگ                                     |
| چوی چئول-هو    | اوه یون                                           |
| کیم یو-سوک     | جانگ هی‌ جائه                                      |
| سان ایل-کون    | هانگ تائه‌ یونگ                                    |
| شین گوک        | دو سئونگ جی                                       |
| نا سونگ-کیون   | جانگ این گوک                                      |
| کیم دونگ-یون   | شیم وون تائک                                      |
| پارک جونگ-سو   | ملکه میونگ سونگ (مادرسوک‌جونگ)                     |
| کیم هه-سون     | دربار بانو یونگ                                   |
| کیم سو-یی      | دربار بانو بونگ                                   |
| آن یئو-جین     | دربار بانو جو                                     |
| لیم سونگ-مین   | دربار بانو یو                                     |
| جونگ یو-می     | جونگ ایوم                                         |
| کانگ یو-می     | آئه جونگ                                          |
| اوه ایون-هو    | شی بی                                             |
| هان دا-مین     | ایون گیوم                                         |
| چوی‌ ها-نا      | می جی                                             |
| لی جونگ-هون    | لی جونگ اوک                                       |
| چوی جائه-هو    | پارک دو سوو                                       |
| یئو هو-مین     | اوه هو یانگ                                       |
| لی هی-دو       | هوآنگ جو چیک                                      |
| لی کونگ-سو     | یونگ دال                                          |
| جانگ سانگ-وون  | چوی دونگ جو                                       |
| جانگ این-گی    | کیم هوان                                          |
| جونگ کی-سونگ   | شاگرد کیم هوان                                    |
| لی سوک         | بانو پارک                                         |
| کیم‌ هیه-جین    | سئول هی                                           |
| چوی ران        | بانو یون (مادر هبین)                              |
| یئو هیون-سو    | گائه دو را                                        |
| چوی سو-هان     | گائه دو را (دوست دوران کودکی دونگ‌یی)              |
| جانگ ایون-پیو  | پدر گائه دو را                                    |
| جانگ سان-ایل   | پارک دوو کیونگ                                    |
| کُون مین        | چا سوو تائک                                       |
| چوی جانگ-هوان  | جانگ مو یئول                                      |
| لی هیونگ-سوک   | شاهزاده یونینگ                                    |
| شین گیو-ری     | سئو هی این                                        |
| یئون چان       | شاهزاده گیونگ جونگ (ولیعهد پس از پادشاه سوک جونگ) |
| هئو یی-سئول    | یونگ سان                                          |
| منگ سانگ-هون   | کیم گوو سان                                       |
| اوه یئون-سئو   | ملکه اینوون                                       |
| نام دا-روم     | شاهزاده یونپیونگ                                  |
| چان هو-جین     | چوی هیو وون                                       |
| لينک جائه-یونگ | جانگ ایک هیون                                     |
| چوی ایل-هوآ    | سئو جانگ هو                                       |

## تولید
فیلم‌نامه دونگ یی توسط کیم یی یونگ نوشته شده و لی بیونگ هون آن را کارگردانی کرده است. لی، پیش از این سریال موفق جواهری در قصر محصول سال ۲۰۰۳ را کارگردانی کرده بود. این فیلم در یونگین ده‌جانگ‌گوم پارک واقع در ناحیه چواین، یونگین در استان گیونگ‌گی فیلمبرداری شد؛ جایی که درام‌های تاریخی مشهور دیگری همچون افسانه خورشید و ماه، افسانه جومونگ و ملکه سوندوک نیز فیلم‌برداری شده‌اند.

## دوبله و پخش در ایران
پخش این مجموعه در چهاردهم اردیبهشت ۱۳۹۱ آغاز شد و در سال ۱۳۹۹ نیز از شبکه امید پخش شد.
مجموعه افسانه دونگ‌یی به سرپرستی زهره شکوفنده به فارسی دوبله شده است. فهرست گویندگان دوبلاژ سریال به شرح زیر است: 
| دوبلر                  | نقش                       |
| ---------------------- | ------------------------- |
| زهره شکوفنده           | دونگ‌یی                    |
| ناهید امیریان شمس‌آبادی | کودکی دونگ‌یی              |
| منوچهر والی‌زاده        | امپراطور                  |
| حسین عرفانی            | فرمانده سئو               |
| فرانک رفیعی طاری       | ملکه این‌هیون              |
| مینو غزنوی             | بانو جانگ                 |
| کریم بیانی             | جانگ‌هی‌جائه                |
| بهروز علی‌محمدی         |                           |
| شراره حضرتی            | ملکه دواگر                |
| حسین سرآبادانی         | چویی دونگ‌جو               |
| نصرالله مدقالچی        | چویی هیو وون (پدر دونگ‌یی) |
| سعید شیخ‌زاده           | پارک یونگدال              |
| شهروز ملک‌آرایی         | هوآنگ جوشیک               |
| داوود شعبانی نصر       |                           |
| صنم نکو اقبال          | بانو یونگ از دفتر بازرس   |
| ناصر نظامی             |                           |
| کامبیز شکوفنده         | چان‎سو                     |
| جواد پزشکیان           | اوتائه سوک                |

## جوایز

### جشنواره سالانه شبکه ام‌بی‌سی کره جنوبی
| قسمت                                              | نامزد                      | نتیجه    | جایزه      |
| ------------------------------------------------- | -------------------------- | -------- | ---------- |
| جایزه بزرگ بازیگریِ سال                            | هان هیوجو                  | برنده    | تندیس زرین |
| بهترین بازیگر نقش اول زن در پروژه‌های ویژه شبکه    | هان هیوجو                  | نامزدشده | تندیس زرین |
| بهترین بازیگر نقش اول مرد پروژه‌های ویژه شبکه      | جی جین‌هی                   | برنده    | تندیس زرین |
| بهترین بازیگر نقش مکمل زن پروژه‌های ویژه شبکه      | لی سو یئون                 | برنده    | تندیس زرین |
| جایزه طلایی برای بازیگران مرد                     | کیم یو سوک                 | برنده    | تندیس زرین |
| بهترین بازیگر تازه‌کار زن                          | پارک هاسان                 | برنده    | تندیس زرین |
| بهترین بازیگران کودک                              | کیم یو جونگ و لی هیونگ سوک | برنده    | تندیس زرین |
| بهترین بازیگر زن از نگاه بینندگان شبکه            | هان هیو جو                 | برنده    | تندیس زرین |
| بهترین مجموعه تلویزیونیِ سال از نگاه بینندگان شبکه | دونگ یی                    | برنده    | تندیس زرین |

### جشنواره مجموعه‌های تلویزیونی کره جنوبی ۲۰۱۰
| قسمت                     | نامزد                                                  | نتیجه    | جایزه     |
| ------------------------ | ------------------------------------------------------ | -------- | --------- |
| بهترین مجموعه تلویزیونی  | دونگ‌یی                                                 | نامزدشده | لوح تقدیر |
| بهترین بازیگر نقش اول زن | هان هیو جو                                             | برنده    | لوح تقدیر |
| جایزه ویژه               | لی بیونگ هون (برای کارگردانی مجموعه تلویزیونی دونگ یی) | برنده    | لوح تقدیر |

### جشنواره سالانه فیلم و مجموعه تلویزیونی پکسانگ ۲۰۱۱
| قسمت                     | نامزد        | نتیجه    | جایزه      |
| ------------------------ | ------------ | -------- | ---------- |
| بهترین مجموعه تلویزیونی  | دونگ یی      | نامزدشده | عقاب طلایی |
| بهترین کارگردانی         | لی بیونگ هون | نامزدشده | عقاب طلایی |
| بهترین بازیگر نقش اول زن | هان هیو جو   | برنده    | عقاب طلایی |
| بهترین بازیگر تازه‌کار زن | پارک ها سان  | نامزدشده | عقاب طلایی |